# Portelândia
Portelândia este un oraș în Goiás (GO), Brazilia.